# Liste der niederländischen Abgeordneten zum EU-Parlament (1979–1984)
Die Liste der niederländischen Abgeordneten zum EU-Parlament (1979–1984) listet alle niederländischen Mitglieder des 1. Europäischen Parlaments nach der Europawahl in den Niederlanden 1979.

## Mandatsstärke der Parteien
- SOC: 9
- LD: 4
- NI: 2
- EVP: 10

| Nationale Partei                              | Mandate | Fraktion                                    |
| --------------------------------------------- | ------- | ------------------------------------------- |
| Christen-Democratisch Appèl (CDA)             | 10      | Fraktion der Europäischen Volkspartei (EVP) |
| Partij van de Arbeid (PvdA)                   | 19      | Sozialdemokratische Fraktion (SOC)          |
| Volkspartij voor Vrijheid en Democratie (VVD) | 14      | Liberale und Demokratische Fraktion (LD)    |
| Democraten 66 (D66)                           | 12      | Fraktionslose Abgeordnete (NI)              |
| Gesamt                                        | 25      |                                             |

## Abgeordnete
| Bild | MEP                         | Lebens- daten | von               | bis               | Partei | Fraktion | Anmerkungen                       |
| ---- | --------------------------- | ------------- | ----------------- | ----------------- | ------ | -------- | --------------------------------- |
|      | Wim Albers                  | 1920–2009     | 17. Juli 1979     | 23. Juli 1984     | PvdA   | SOC      |                                   |
|      | Cees Berkhouwer             | 1919–1992     | 17. Juli 1979     | 23. Juli 1984     | VVD    | LD       |                                   |
|      | Bouke Beumer                | 1934–2022     | 17. Juli 1979     | 23. Juli 1984     | CDA    | EVP      |                                   |
|      | Elise Boot                  | 1932–2023     | 17. Juli 1979     | 23. Juli 1984     | CDA    | EVP      |                                   |
|      | Bob Cohen                   | 1930–1999     | 17. Juli 1979     | 23. Juli 1984     | PvdA   | SOC      |                                   |
|      | Piet Dankert                | 1934–2003     | 17. Juli 1979     | 23. Juli 1984     | PvdA   | SOC      |                                   |
|      | Suzanne Dekker              | 1949          | 17. Juli 1979     | 10. Juni 1981     | D66    | NI       | Nachrücker: Doeke Eisma           |
|      | Doeke Eisma                 | 1939–2023     | 19. Juni 1981     | 23. Juli 1984     | D66    | NI       | Nachgerückt für Suzanne Dekker    |
|      | Aart Geurtsen               | 1926–2005     | 17. Juli 1979     | 23. Juli 1984     | VVD    | LD       |                                   |
|      | Aar de Goede                | 1928–2016     | 17. Juli 1979     | 23. Juli 1984     | D66    | NI       |                                   |
|      | Sjouke Jonker               | 1924–2007     | 17. Juli 1979     | 23. Juli 1984     | CDA    | EVP      |                                   |
|      | Annie Krouwel-Vlam          | 1928–2013     | 17. Juli 1979     | 23. Juli 1984     | PvdA   | SOC      |                                   |
|      | Hendrik Jan Louwes          | 1921–1999     | 17. Juli 1979     | 23. Juli 1984     | VVD    | LD       |                                   |
|      | Hanja Maij-Weggen           | 1943          | 17. Juli 1979     | 23. Juli 1984     | CDA    | EVP      |                                   |
|      | Joep Mommersteeg            | 1917–1991     | 15. Februar 1982  | 23. Juli 1984     | CDA    | EVP      | Nachgerückt für Frans van der Gun |
|      | Hemmo Muntingh              | 1938          | 17. Juli 1979     | 23. Juli 1984     | PvdA   | SOC      |                                   |
|      | Hans Nord                   | 1919–1996     | 17. Juli 1979     | 23. Juli 1984     | VVD    | LD       |                                   |
|      | Harry Notenboom             | 1926–2023     | 17. Juli 1979     | 23. Juli 1984     | CDA    | EVP      |                                   |
|      | Jean Penders                | 1939          | 17. Juli 1979     | 23. Juli 1984     | CDA    | EVP      |                                   |
|      | Teun Tolman                 | 1924–2007     | 17. Juli 1979     | 23. Juli 1984     | CDA    | EVP      |                                   |
|      | Frans van der Gun           | 1918–2001     | 17. Juli 1979     | 1. Januar 1982    | CDA    | EVP      | Nachrücker: Joep Mommersteeg      |
|      | Ien van den Heuvel-de Blank | 1927–2010     | 17. Juli 1979     | 23. Juli 1984     | PvdA   | SOC      |                                   |
|      | Johan van Minnen            | 1932–2016     | 17. Juli 1979     | 23. Juli 1984     | PvdA   | SOC      |                                   |
|      | Jim Janssen van Raaij       | 1932–2010     | 17. Juli 1979     | 23. Juli 1984     | CDA    | EVP      |                                   |
|      | Wim Vergeer                 | 1926–2017     | 17. Juli 1979     | 23. Juli 1984     | CDA    | EVP      |                                   |
|      | Phili Viehoff               | 1924–2015     | 29. November 1979 | 23. Juli 1984     | PvdA   | SOC      | Nachgerückt für Anne Vondeling    |
|      | Anne Vondeling              | 1916–1979     | 17. Juli 1979     | 22. November 1979 | PvdA   | SOC      | Nachrücker: Phili Viehoff         |
|      | Eisso Woltjer               | 1942          | 17. Juli 1979     | 23. Juli 1984     | PvdA   | SOC      |                                   |